# (33872) Kristichung
2000 JX39 (asteroide 33872) é um asteroide da cintura principal. Possui uma excentricidade de 0.17570830 e uma inclinação de 5.07120º.
Este asteroide foi descoberto no dia 7 de maio de 2000 por LINEAR em Socorro.